# Gerald Pearson
Gerald Leondus Pearson (* 31. März 1905 in Salem, Oregon; † 25. Oktober 1987 in Portola Valley, Kalifornien) war ein US-amerikanischer Physiker. Er war mit Calvin Souther Fuller und Daryl Chapin einer der Erfinder der Solarzelle (1954) an den Bell Laboratories.

## Leben
Pearson studierte Mathematik und Physik an der Willamette University mit dem Bachelor-Abschluss und Physik an der Stanford University mit dem Master-Abschluss. Ab 1927 war er an den Bell Laboratories. Nach seiner Pensionierung 1960 ging er an die Stanford University, wo er als Professor die Forschung zu III-V-Halbleitern mit aufbaute.
Anfangs entwickelte er an den Bell Labs temperaturabhängige Widerstände (Thermistor), hielt auf diesem Gebiet 13 Patente und ging dann in die Halbleiterforschung in der Gruppe von William Bradford Shockley. Neben Grundlagenforschung entwickelte er auch Gleichrichter für hohe Leistungen.
1954 entwickelte er mit Daryl Chapin und Calvin Fuller die Silizium-Solarzelle, damals solar battery (dt. „Solarbatterie“, nicht zu verwechseln mit Solarbatterie) genannt. Initiator der Entwicklung war Chapin, der gezielt nach Halbleitern zur Energiegewinnung aus Sonnenlicht suchte, was prinzipiell durch die Entdeckung der Photosensitivität von pn-Übergängen durch Russell Ohl bei Bell Labs (1940) bekannt war. Um möglichst große Oberflächen im pn-Übergang zur Verfügung zu haben, bot sich die gerade entwickelte Technik der Herstellung von pn-Übergängen mit Diffusion an. Der Prototyp entstand Ende 1953 durch Diffusion von Bor (p-Typ) in Silizium (n-Typ). Die Vorstellung der Solarzelle 1954 durch Bell Laboratories war ein großes Medienereignis. Sie wurde vom Militär ab 1958 in Satelliten (siehe Vanguard I) eingesetzt und bewies ihre Eigenschaft als wartungsfreie Langzeitstromquelle. Ihre Weiterentwickelung ist seit den 1990er Jahren ein Hauptelement der regenerativen Stromerzeugung (siehe Geschichte der Photovoltaik).
1935 wurde er Fellow der American Physical Society. 1963 erhielt er mit Chapin und Fuller die John Price Wetherill Medal. 1970 wurde Pearson in die National Academy of Sciences gewählt, 2008 wurde er in die National Inventors Hall of Fame aufgenommen.

## Schriften
- D. M. Chapin, C. S. Fuller, G. L. Pearson: A New Silicon p-n Junction Photocell for Converting Solar Radiation into Electrical Power. In: Journal of Applied Physics. Band 25. American Institute of Physics, Mai 1954, ISSN 0021-8979, S. 676–677 (A New Silicon p-n Junction Photocell for Converting Solar Radiation into Electrical Power [PDF]).